# Pyrinia derasata
Pyrinia derasata là một loài bướm đêm trong họ Geometridae.